# Iolaos (Sohn des Antipatros)
Iolaos oder Iollas (altgriechisch Ἰόλαος Iólaos; † um 318 v. Chr.) war der Mundschenk und angebliche Mörder Alexanders des Großen.

## Leben
Iolaos war der jüngste Sohn von Antipatros, der als Regent von Makedonien ein Intimfeind der Königinmutter Olympias war. Sein älterer Bruder war Kassander. Er wird in den letzten Jahren des Asienfeldzuges als Page von Alexander genannt.
Gemäß einem Gerücht, das Olympias einige Jahre nach dem Tod ihres Sohns Alexander verbreitet haben soll, habe Iolaos den König Ende Mai 323 v. Chr. während dessen Aufenthalt in Babylon vergiftet, wobei ihm sein Amt als Mundschenk des Königs zugutegekommen sei. Dieser Version zufolge habe Antipatros die Ankunft des Feldherrn Krateros, der ihn in seiner Stellung als Regent Makedoniens ablösen sollte, nicht abgewartet. Stattdessen habe er seinen Sohn Kassander mit dem für Alexander bestimmten Gift nach Babylon reisen lassen. Dort angekommen sei Kassander von Alexander missfällig betrachtet worden, da er über die Forderung des Königs nach seiner Verehrung durch Proskynese nur gelacht habe. Das von ihm mitgebrachte Gift sei dann von seinem Bruder Iolaos beim Trinkgelage des Medios in den „Herakles-Becher“ gemischt worden, aus dem der König dann trank. Daraufhin sei Alexander erkrankt und nach wenigen Tagen verstorben. Der Alexanderhistoriker Arrian bewertet diese Erklärung von Alexanders Tod als unglaubwürdig.
Im Jahr 322 v. Chr. führte Iolaos mit seinem Bruder Archias seine Schwester Nikaia nach Asien, um sie dort mit dem Reichregenten Perdikkas zu verheiraten. Der aber verstieß sie, um Alexanders Schwester Kleopatra zu heiraten. Danach dürfte Ioloas nach Makedonien zurückgekehrt sein und starb bald danach.
Als während des zweiten Diadochenkrieges 317 v. Chr. Olympias aus ihrem Exil in Epirus nach Pella zurückkehrte, ließ sie als Rache für den vermeintlichen Mord an ihrem Sohn Iolaos’ Grab schänden.